# Sinzig
Sinzig is een plaats in de Duitse deelstaat Rijnland-Palts, gelegen in de Landkreis Ahrweiler. De plaats telt 17.642 inwoners.

## Geboren
- Inge Helten (1950), atleet